# Littérature catalane
 (mars 2025).
Si vous disposez d'ouvrages ou d'articles de référence ou si vous connaissez des sites web de qualité traitant du thème abordé ici, merci de compléter l'article en donnant les références utiles à sa vérifiabilité et en les liant à la section « Notes et références ».

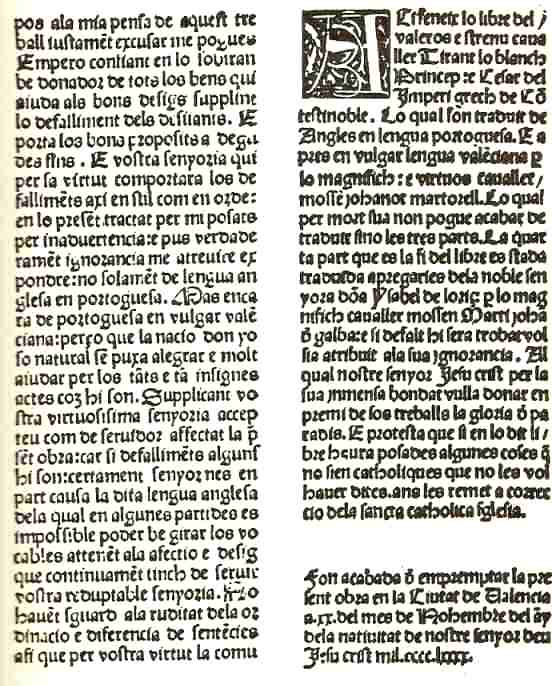
Page de l’édition princeps de Tirant lo Blanc (1490).

La littérature catalane est le nom traditionnellement utilisé pour faire référence à la littérature écrite en langue catalane.
La tradition littéraire catalane trouve ses débuts au Moyen Âge et connait un renouveau romantique au XIXe siècle, avec la Renaixença, ouvrant alors l'émergence de nouveaux courants littéraires comme le mouvement moderniste ou encore le Noucentisme qui en procède.

## Définition
La littérature catalane peut se définir au moins de deux manières : soit celle écrite par des auteurs originaires des pays catalans, principalement en catalan mais aussi en castillan ou en français ; soit celle écrite en catalan indépendamment du lieu d'origine de l'auteur. Cependant, comme le remarque Martí de Riquer, « il est très aisé de vouloir de déterminer et d'isoler les "caractéristiques" spécifiques à une littérature — travail dans lequel il est facile d’exceller — mais il existera toujours le risque d'aboutir à des généralisations et des schématisations qui peuvent jusqu'à dénaturer la production littéraire d'un pays ou d'une langue ».
En effet, le philologue Joaquim Molas insiste sur le caractère « anormal » de la littérature catalane. Si une littérature «normale» est celle qui jouit du décor d'un État ou d'une cour propice à son développement, la littérature catalane, elle, ne peut être abordée qu'en prenant en compte la situation subalterne historique de la Catalogne et de la langue catalane — par exemple avec la diglossie en défaveur du catalan sous le régime franquiste — ainsi que l'histoire de ses institutions culturelles — par exemple, sous la dictature de Primo de Rivera, avec la dissolution de la Mancomunitat, institution s'étant mobilisée en faveur de la modernisation du catalan.

## Histoire
Les temps anciens sont troublés mais riches : Royaume wisigoth (418-720), conquête musulmane (711-718), Al-Andalus, Reconquista, Comtés catalans, Marquisat de Gothie (790-1065), Principauté de Catalogne (vers 1160-1714) et Couronne d'Aragon (1137-1716). Les Catalans, habitants des pays catalans, relèvent de nombreuses influences culturelles. Aux Îles Baléares, catalan et castillan ont été d'usage équivalent.

### Moyen Âge
Parmi les textes conservés les plus anciens, en catalan médiéval : Homélies d'Organyà, Serment de Radulf Oriol, Griefs de Guitart Isarn, seigneur de Caboet, Les Quatre Grandes Chroniques.
Raymond Lulle (XIIIe siècle, 1232-1315, Ramon LLull) est le grand écrivain en prose catalane du Moyen Âge ; le premier grand poète dans cette langue, Ausiàs March (1400-1459), (XVe siècle), tourne le dos à l’époque médiévale et s’engage dans la Renaissance. Après cette période de splendeur du Siècle d'or valencien (ou siècle d'or catalan), qui culmine avec Tirant lo Blanc (publié en 1490) de Joanot Martorell (1413-1468), le catalan comme langue littéraire culte entre dans une longue période de décadence (du XVIe siècle à 1833) en raison de persécutions et d'interdictions politiques des rois espagnols. Elle est souvent désignée alors comme langue limousine.

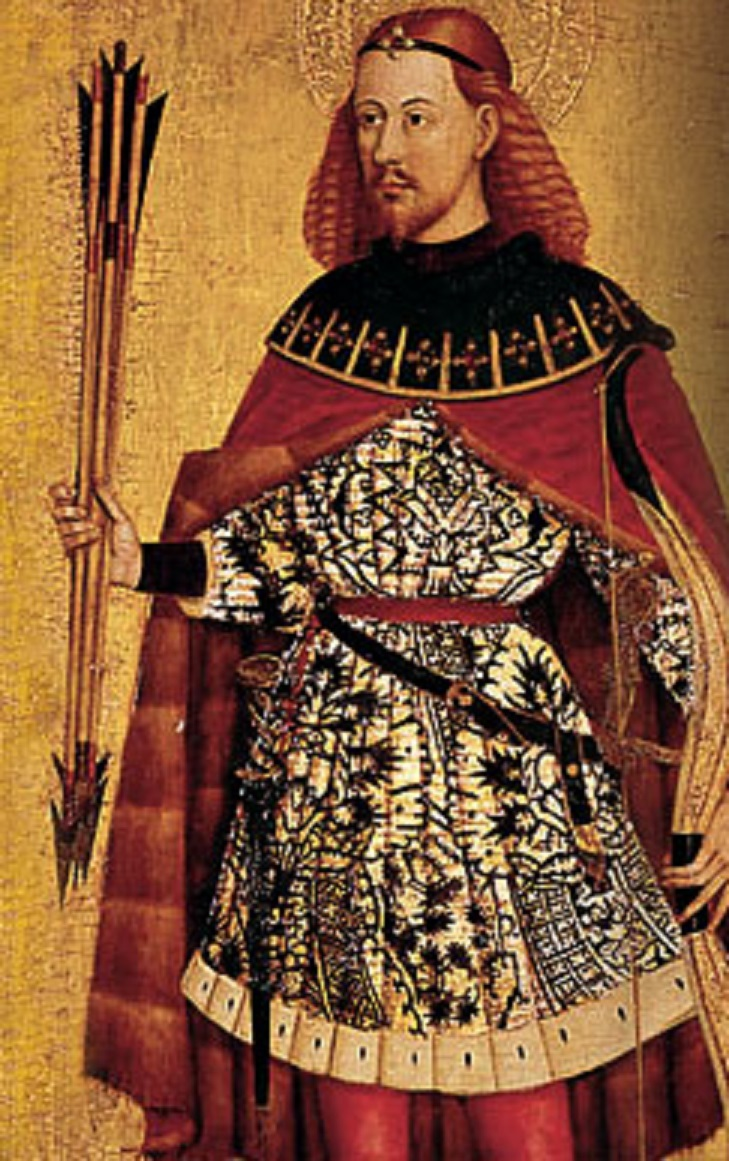
Ausiàs March
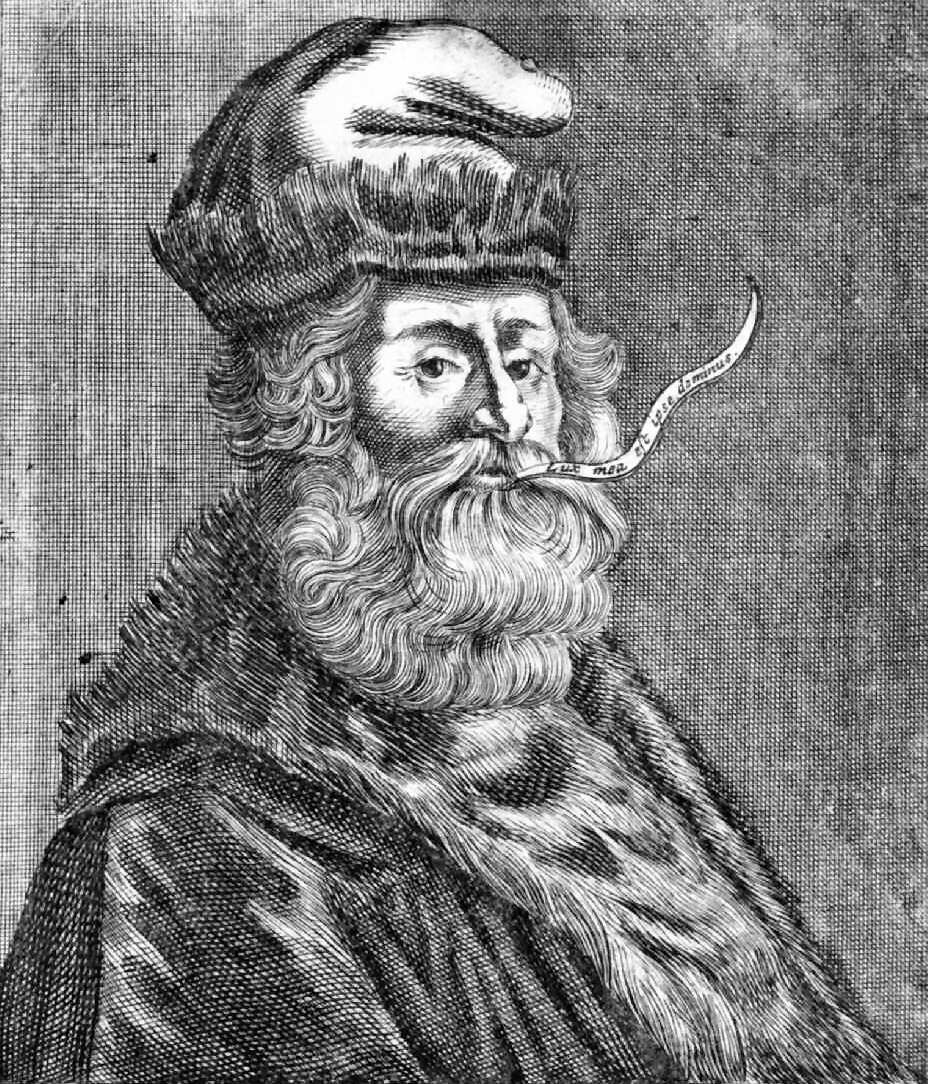
Raymond Lulle
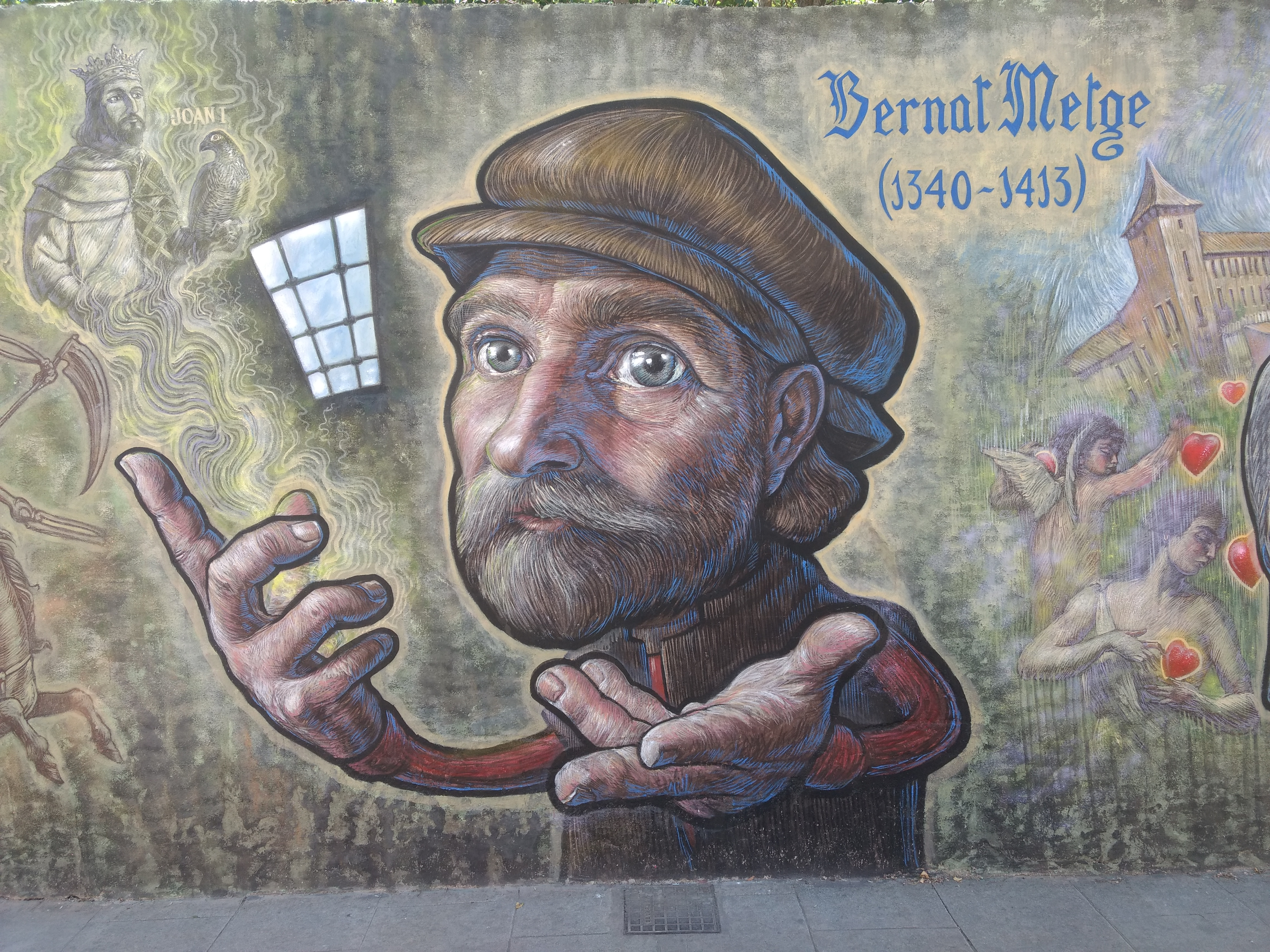
Bernat Metge
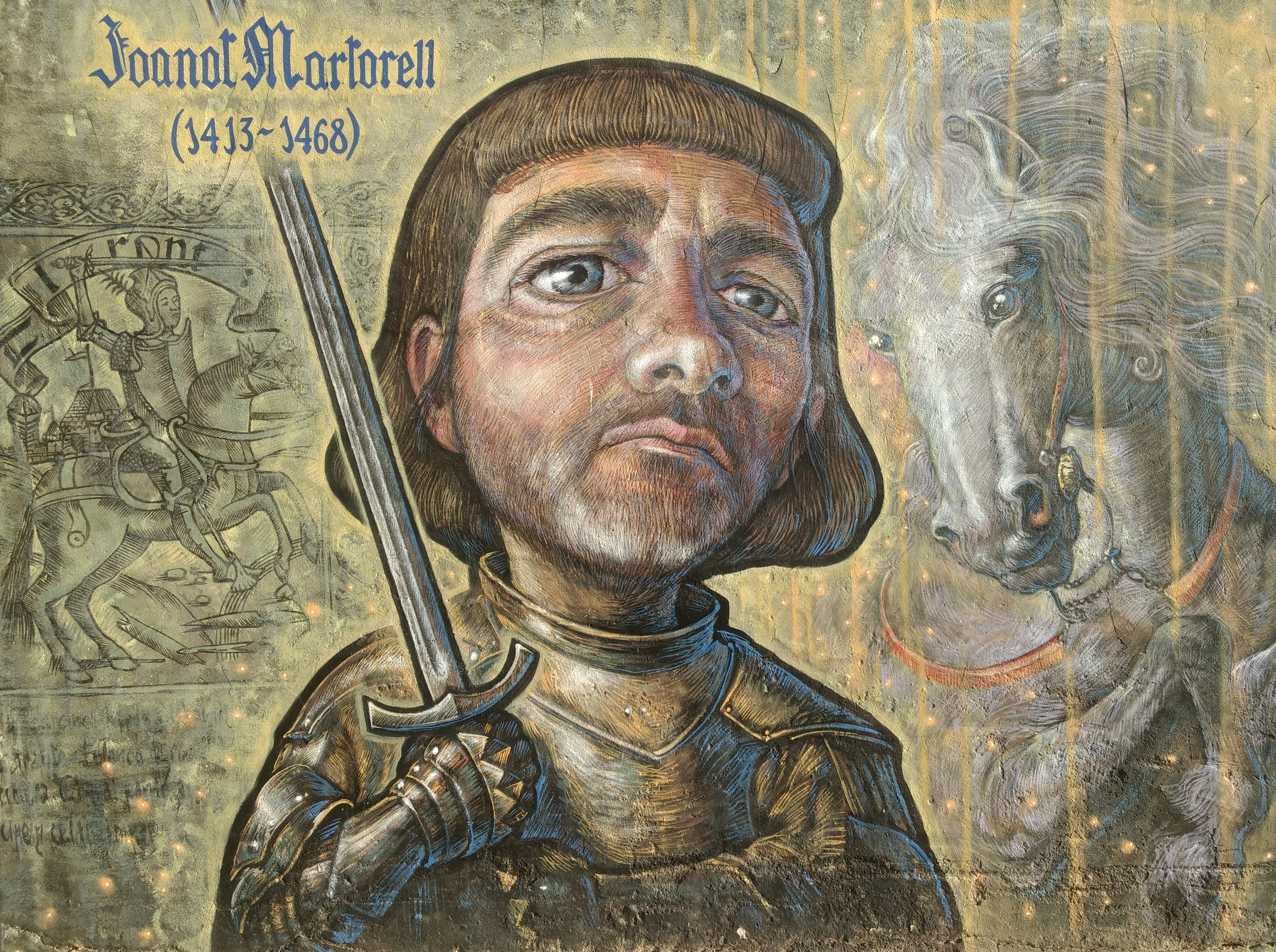
Joanot Martorell
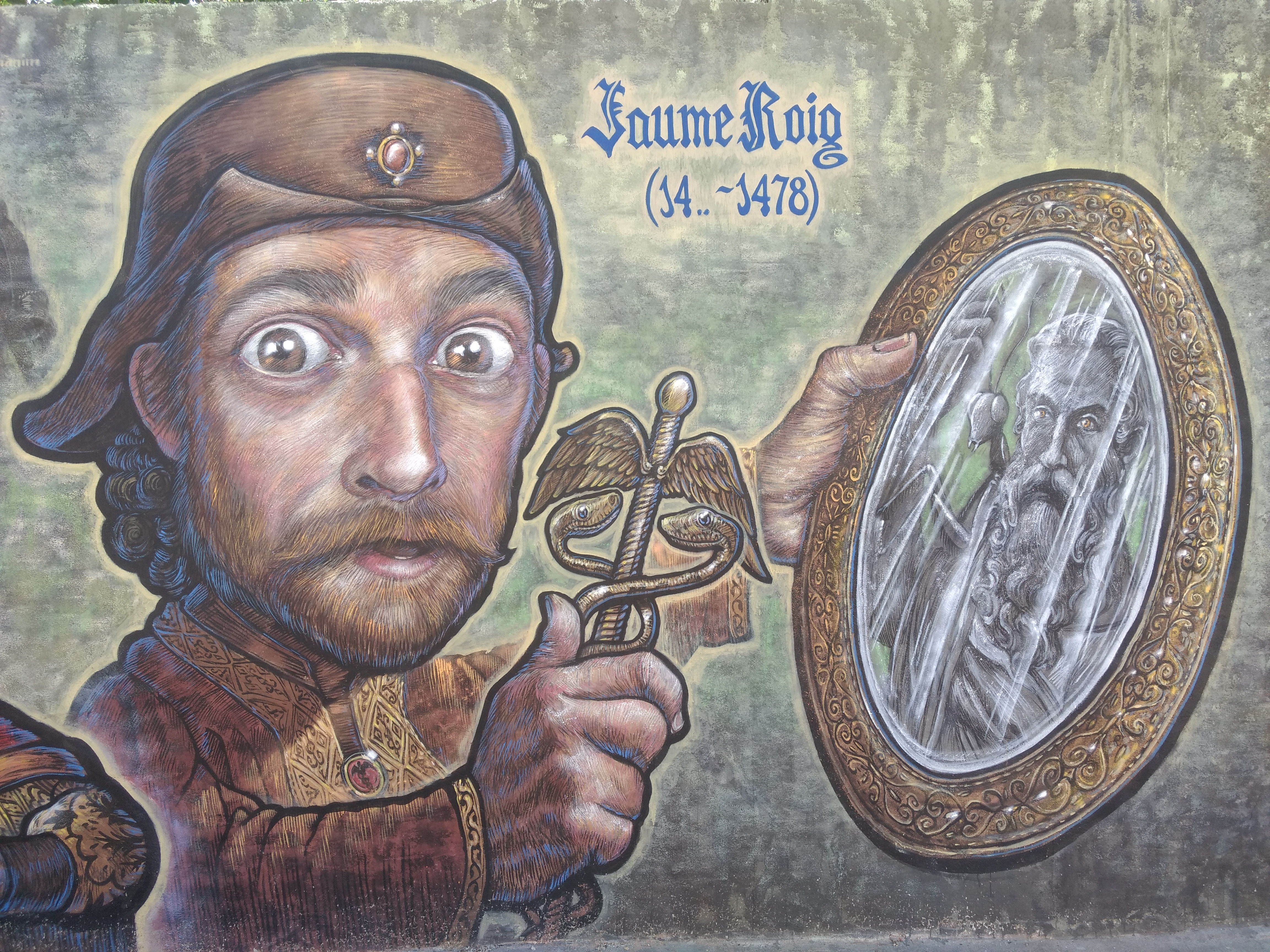
Jaume Roig

- Écrivains catalans médiévaux en latin (ca)
- Écrivains catalans médiévaux en catalan (ca)
- Troubadours catalans, Liste de troubadours catalans
- Les Quatre Grandes Chroniques, dont Llibre dels fets, Chronique de Pierre le Cérémonieux

L'écrivain majorquain Anselm Turmeda (1352-1423) est le meilleur exemple en littérature des connexions entre islam et chrétienté.

### Époque moderne
Parmi les grands auteurs du 18ème : Joan Ramis i Ramis (1746-1819).
La langue catalane ressurgit avec vigueur durant le second tiers du XIXe siècle (Renaixença). À cette époque se détachent particulièrement Jacint Verdaguer (1845-1902), Àngel Guimerà (1845-1924), Víctor Balaguer (1824-1901), Frederic Soler (ca) (1839-1895) et Narcís Oller (1846-1930), qui s'inscrivent dans les courants du romantisme tardif et du réalisme.
À la fin du XIXe siècle arrive le modernisme, dont Joan Maragall est l’une des figures principales en poésie, puis le noucentisme.

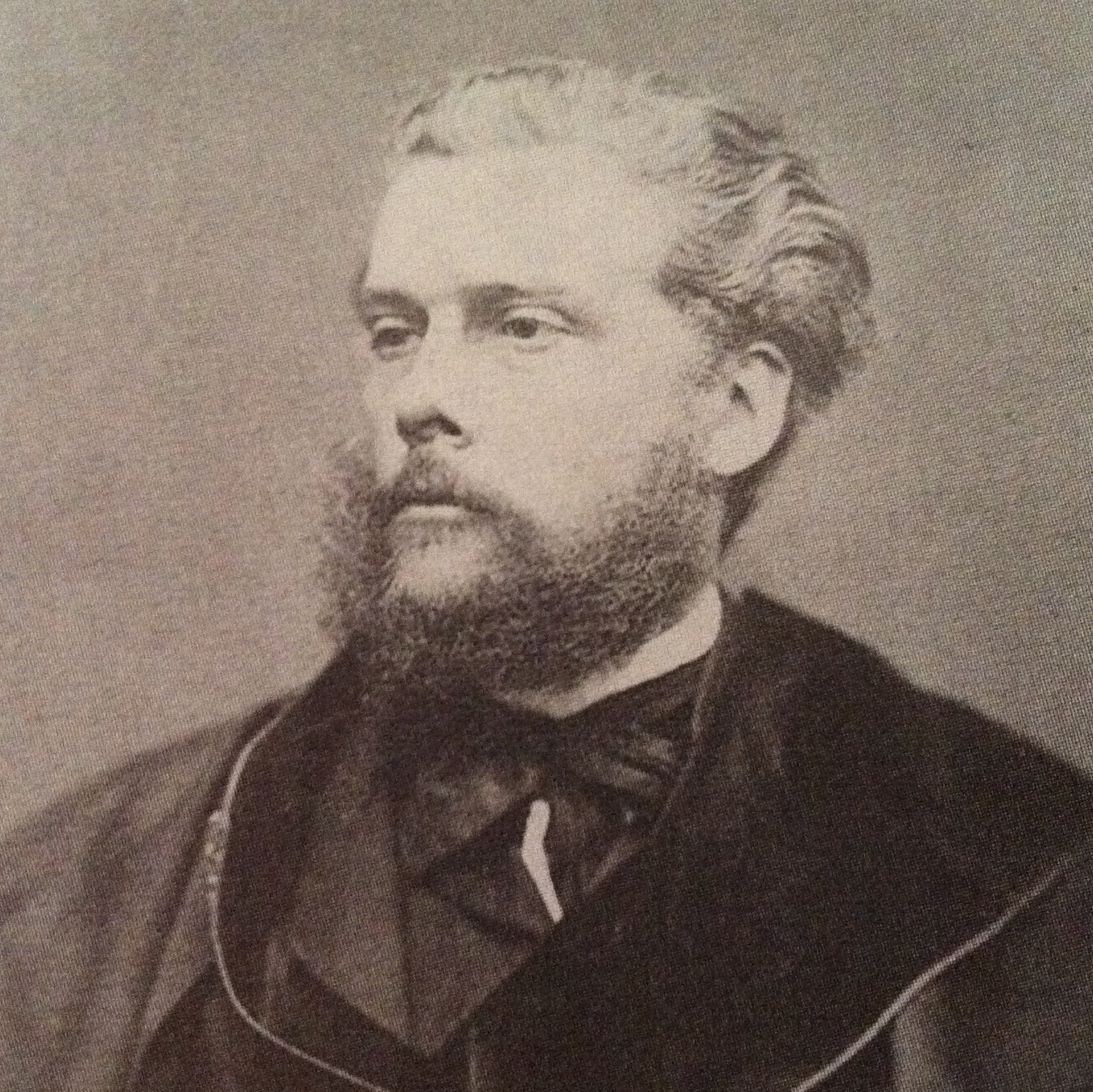
Víctor Balaguer
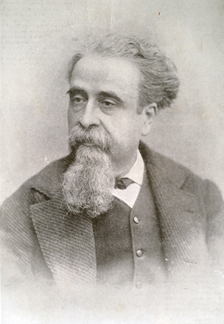
Frederic Soler (ca)
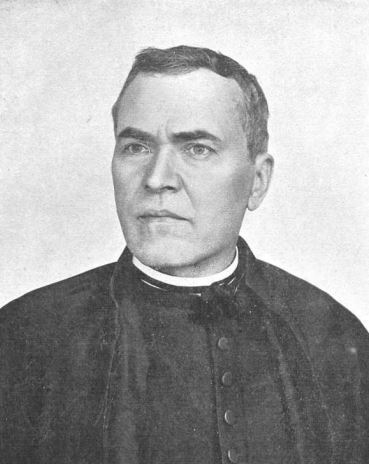
Jacint Verdaguer
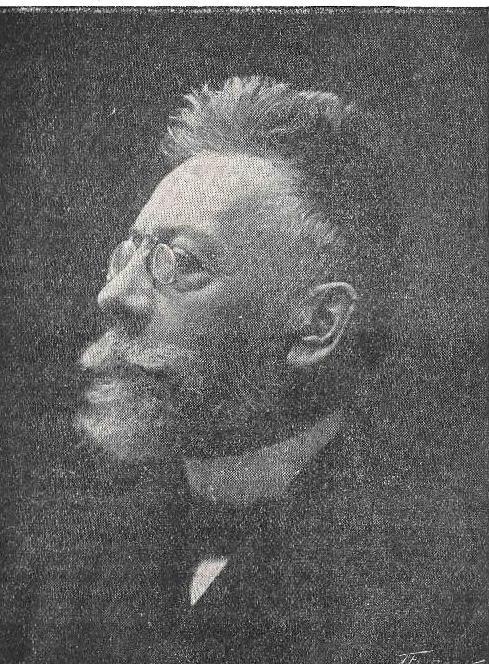
Àngel Guimerà
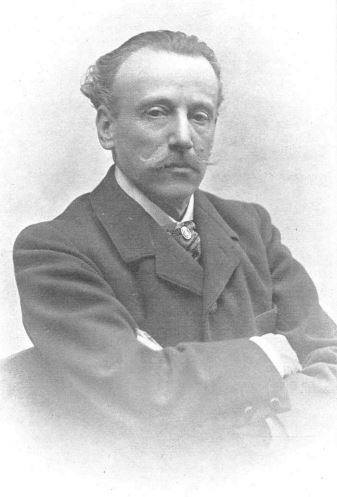
Narcís Oller
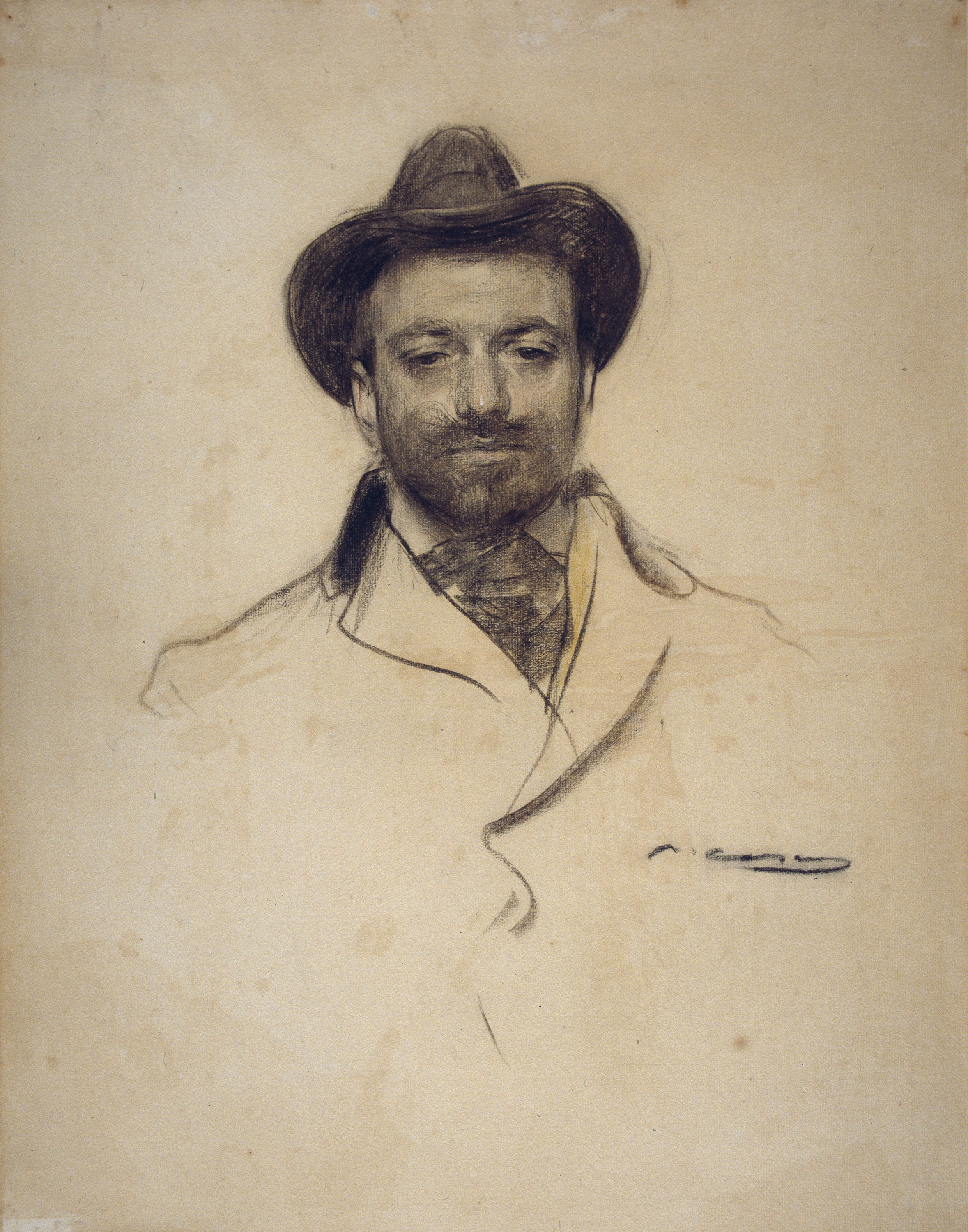
Josep Maria Sert

Durant le XXe siècle, la littérature catalane se maintient malgré la répression dont la langue catalane est victime sous les dictatures de Primo de Rivera et de Franco.
Des écrivains comme Josep Carner (1884-1970), Joan Salvat-Papasseit (1894-1924), Carles Riba (1893-1959), J.V. Foix (1893-1987), Salvador Espriu (1913-1985), Joan Oliver « Pere Quart » (1899-1986), Josep Maria de Sagarra (1894-1961), Josep Pla (1897-1981), Mercè Rodoreda (1908-1983), Llorenç Villalonga (1897-1980), Pere Calders (1912-1994), Gabriel Ferrater, Josep Sebastià Pons (1886-1962), Manuel de Pedrolo (1918-1990), Joan Brossa (1919-1998), Jesús Moncada, Núria Perpinyà, Quim Monzó ou Miquel Martí i Pol font partie des auteurs de langue catalane les plus reconnus de ces dernières décennies.
Actuellement, sous l’effet d’une politique linguistique très active du gouvernement autonome de Catalogne (enseignements en catalan et en castillan conjoints, textes administratifs obligatoirement dans le ressort de la Généralité, etc.), la production de livres en catalan augmente régulièrement chaque année. Néanmoins, certains courants espagnolistes (principalement de droite)[réf. souhaitée] s'opposent fermement à l'usage majoritaire du catalan. Dans le même temps, certaines maisons d'édition ou sociétés de productions cinématographiques barcelonaises privilégient le castillan, le marché catalanophone étant plus réduit et donc moins rentable.
De nos jours, la littérature catalane existe également en France, dans le département des Pyrénées-Orientales de langue et de culture historiquement catalanes, grâce à des poètes tels que Jordi Pere Cerdà, et des romanciers, Joan-Lluís Lluís, Joan-Daniel Bezsonoff, qui publient à Barcelone et dont l’œuvre est reconnue par la critique.

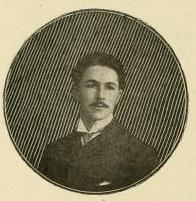
Joseph-Sébastien Pons
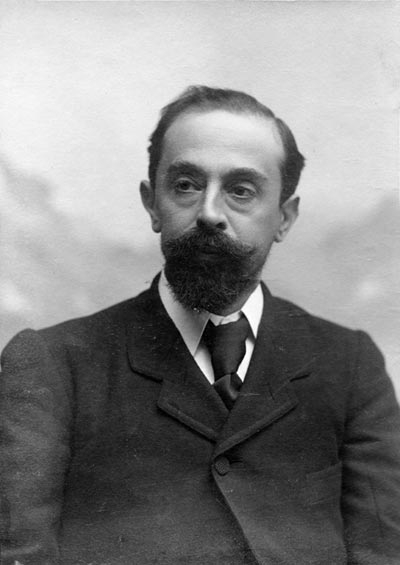
Joan Maragall
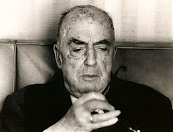
Josep Carner i Puig-Oriol
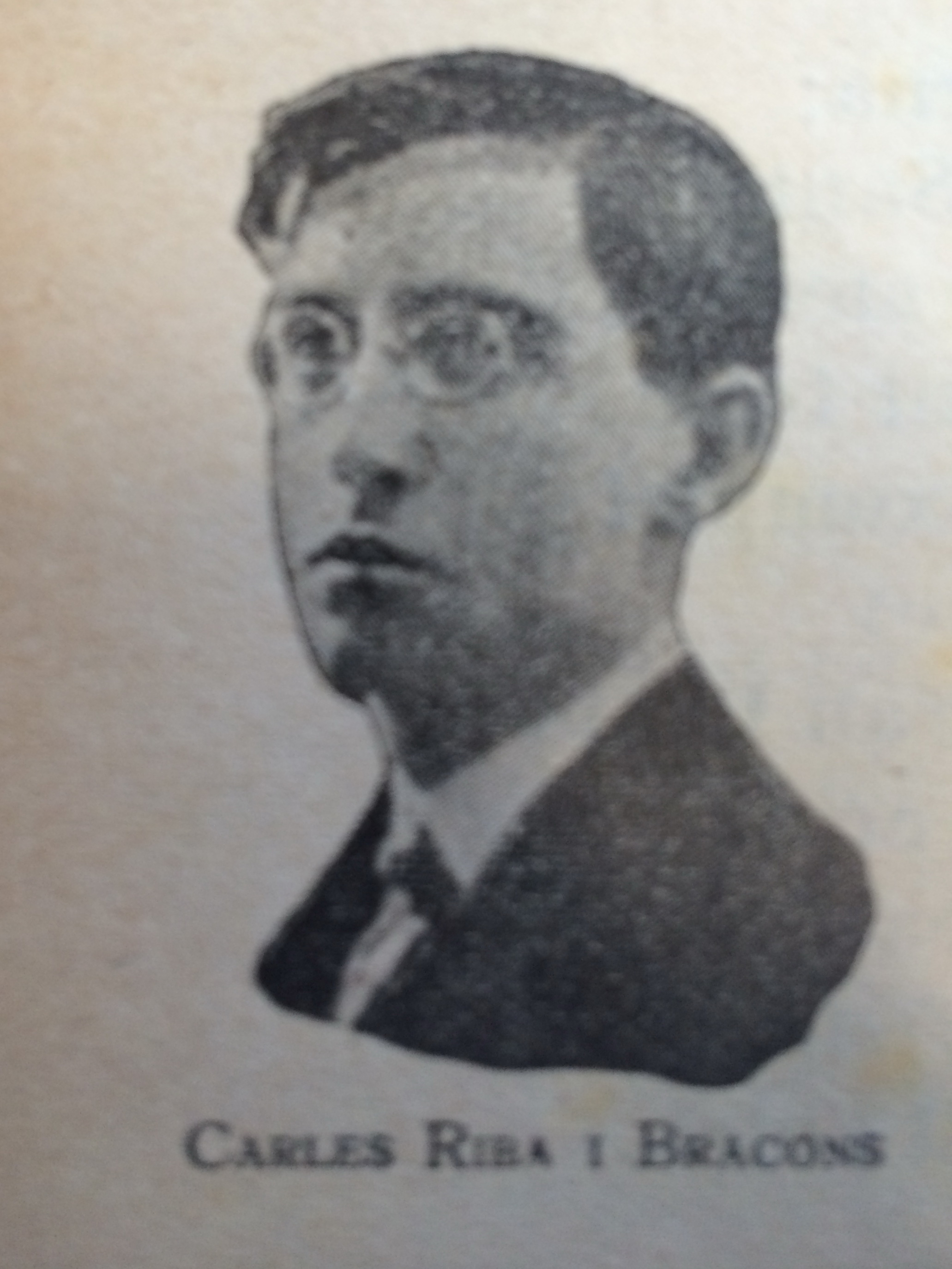
Carles Riba
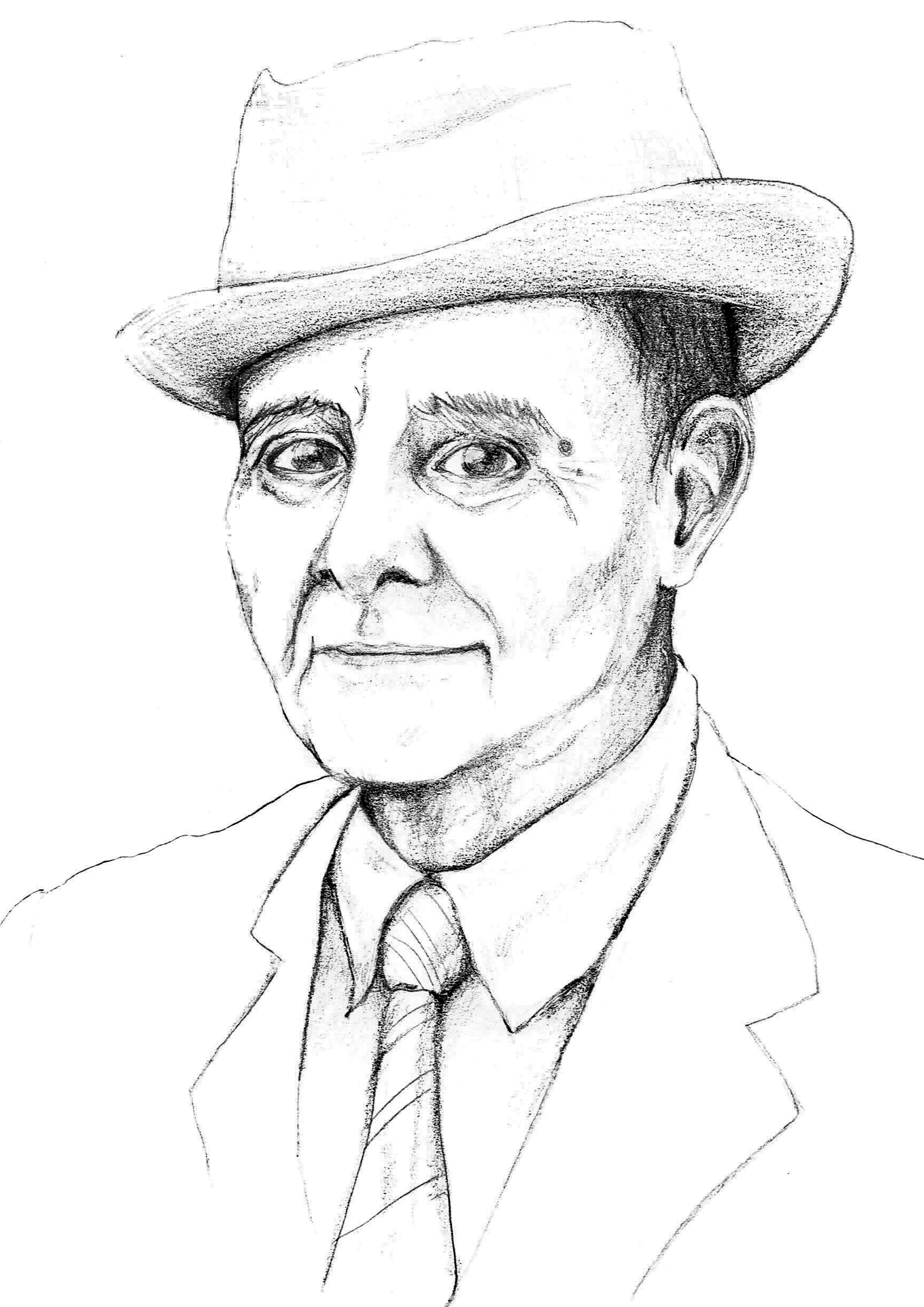
Josep Vicenç Foix
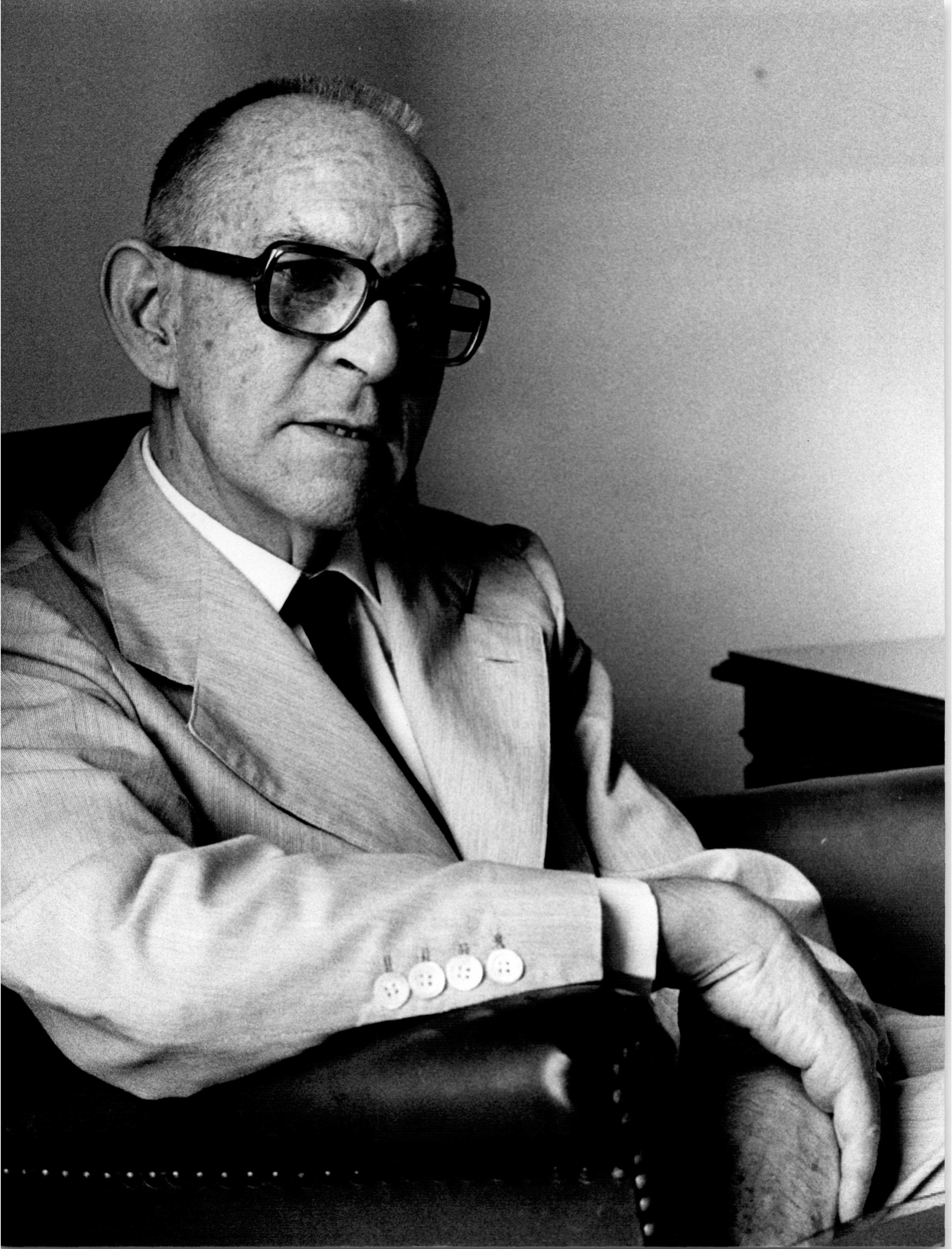
Salvador Espriu
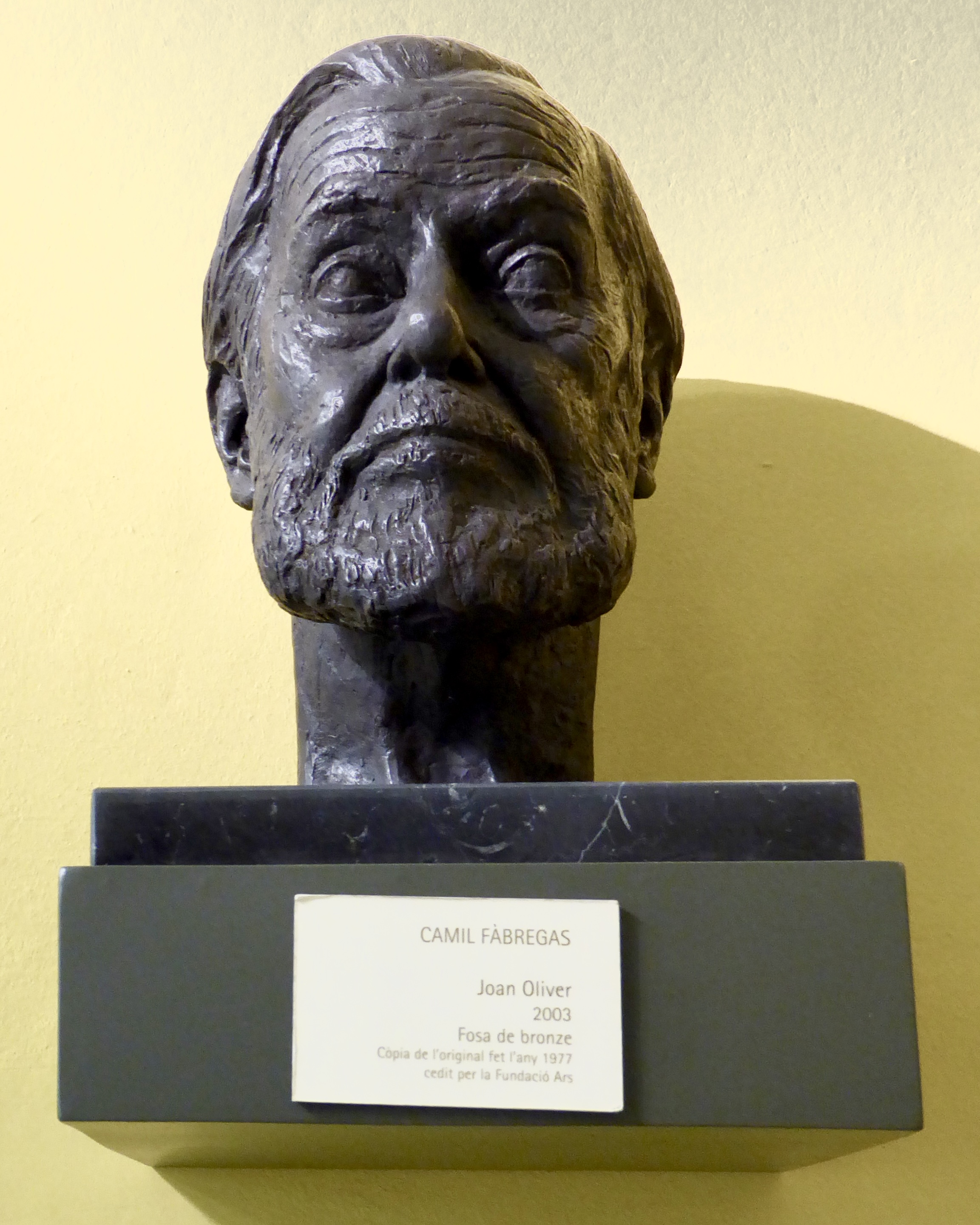
Joan Oliver Sallarès
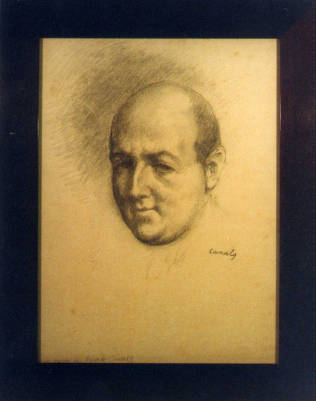
Josep Maria de Sagarra
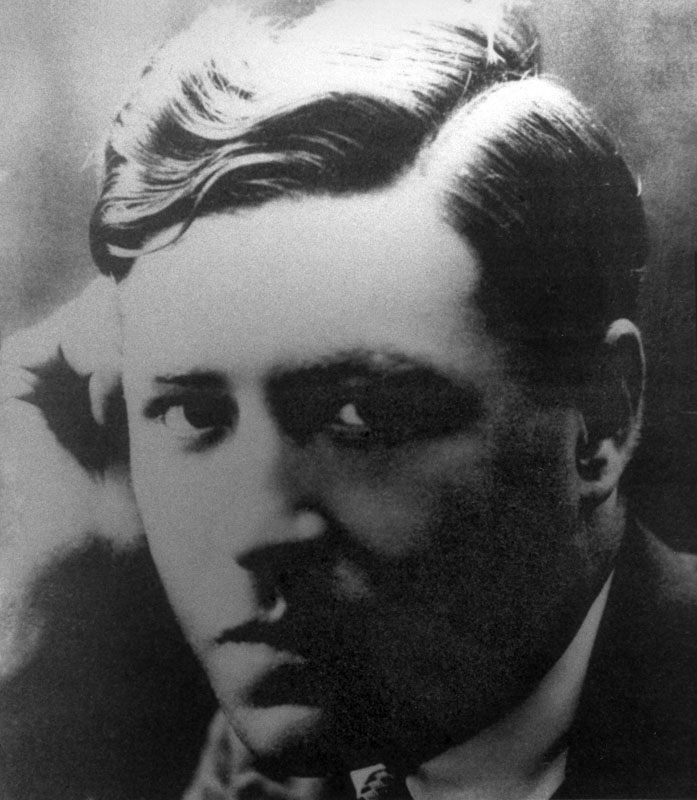
Josep Pla
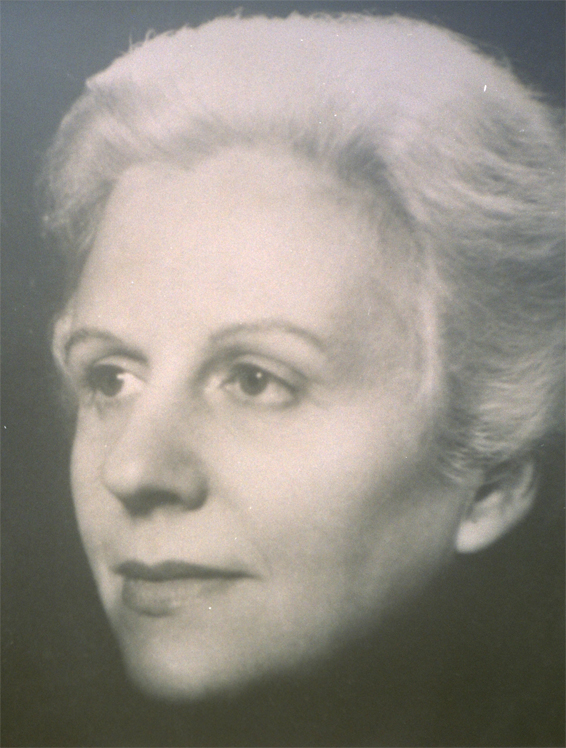
Mercè Rodoreda
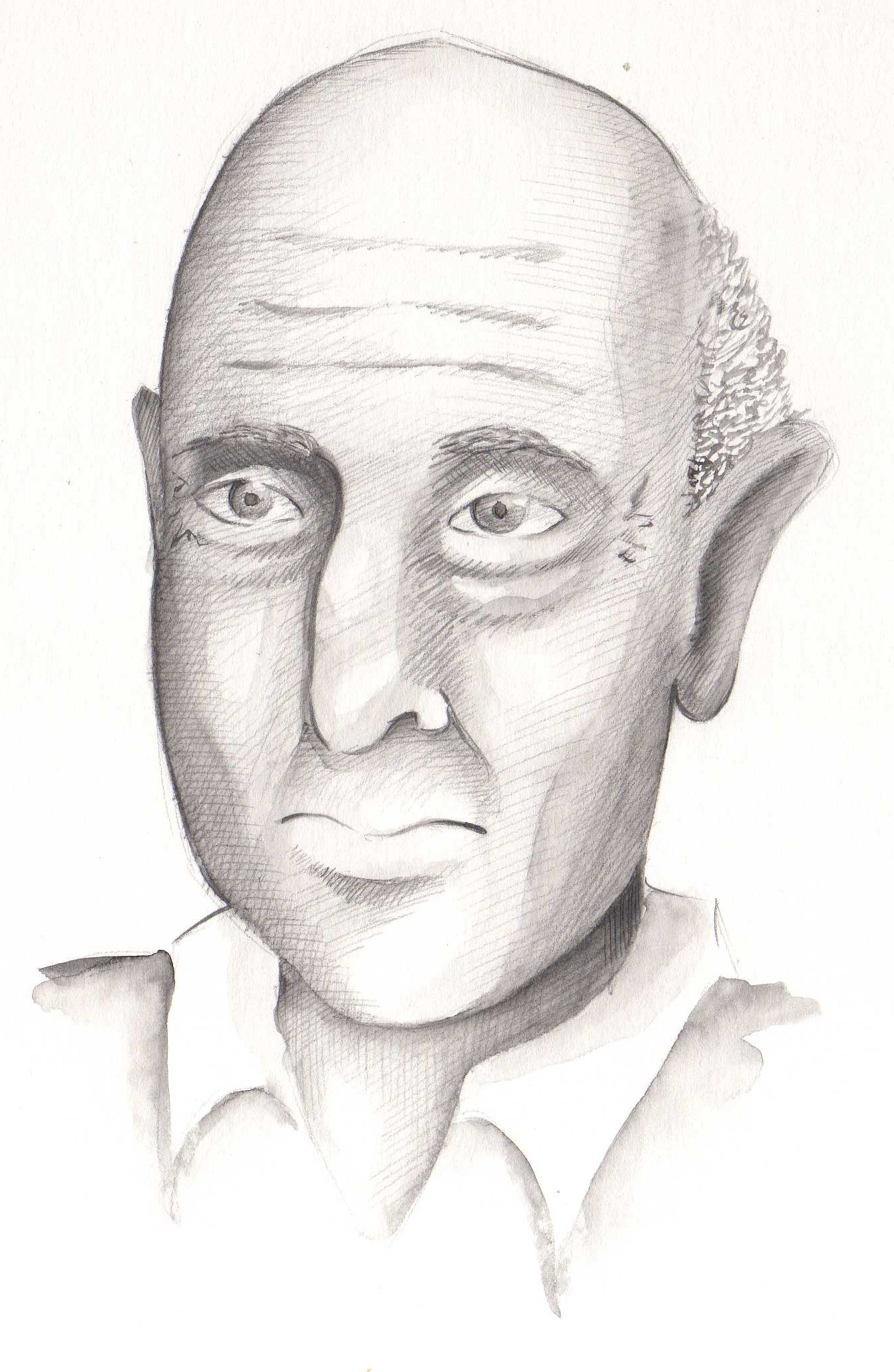
Llorenç Villalonga
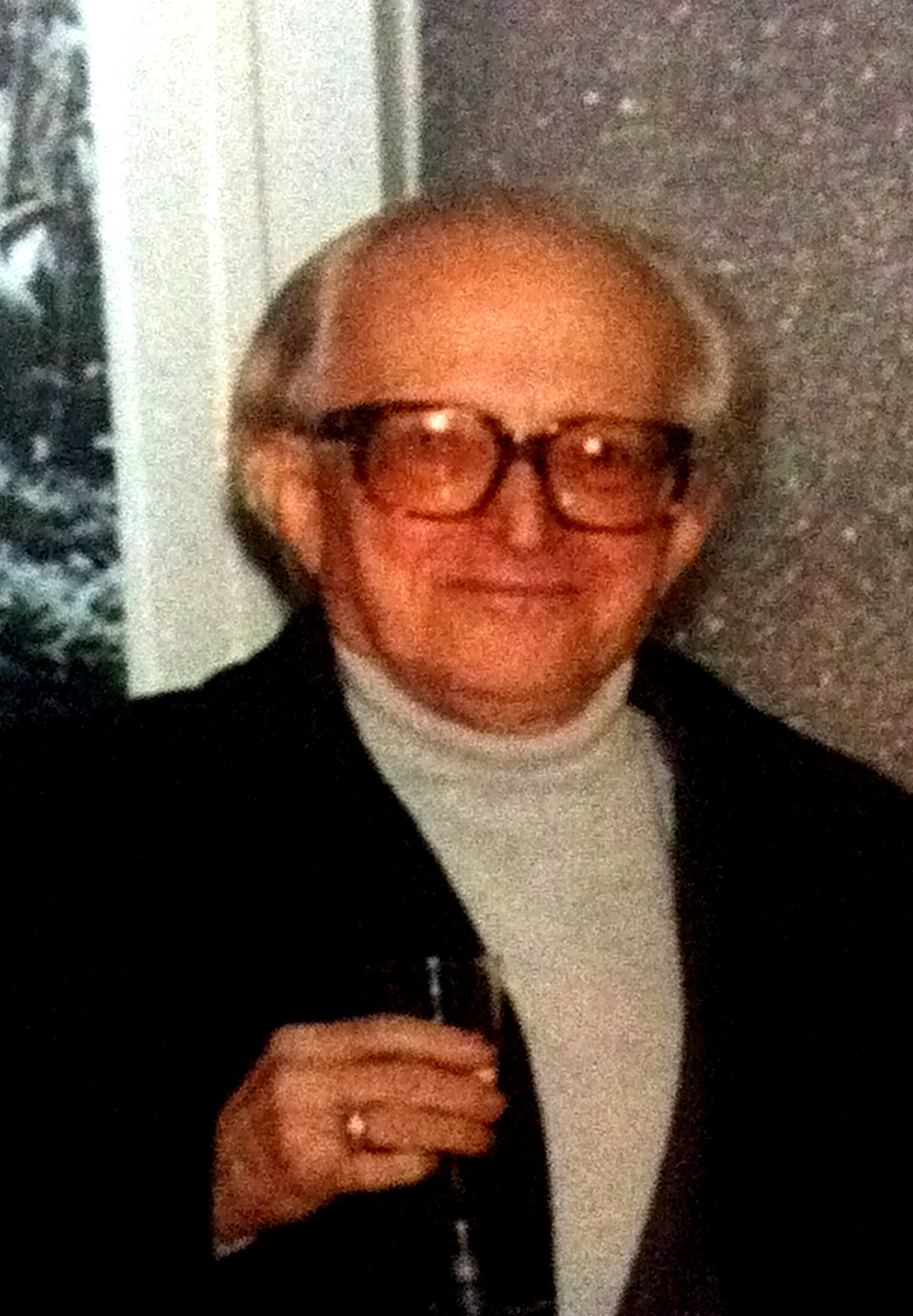
Pere Calders
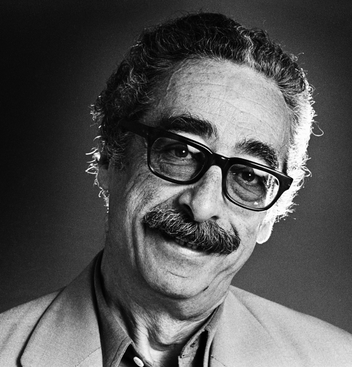
Manuel de Pedrolo
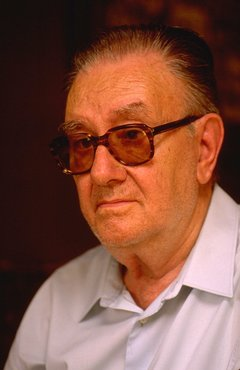
Joan Brossa

### XXIesiècle
Au début du XXIe siècle, sont particulièrement actifs 
- Feliu Formosa i Torres (ca) (1934-)
- Jesús Moncada (1941-), traducteur, romancier
- Julià de Jòdar i Muñoz (1942-)
- Jaume Cabré (1947-), romancier
- Quim Monzó (1952-), nouvelliste, romancier
- Miquel de Palol i Muntanyola (1953-)
- Enric Vicent Sòria i Parra (1958-)
- Núria Perpinyà (1961-), professeure, romancière,
- Sergi Belbel (1963-), dramaturge,
- Jordi Puntí i Garriga (ca) (1967-),
- Teresa Colom i Pich (1973-), poétesse,
- et Francesc Serés, Vicenç Pagès Jordà, Manuel Baixauli, Borja Bagunyà, Víctor García Tur, Marta Rojals, Irene Solà, Josep Pedrals, Jordi Lara, Joan Benesiu, Najat El Hachmi, Joan Todó...

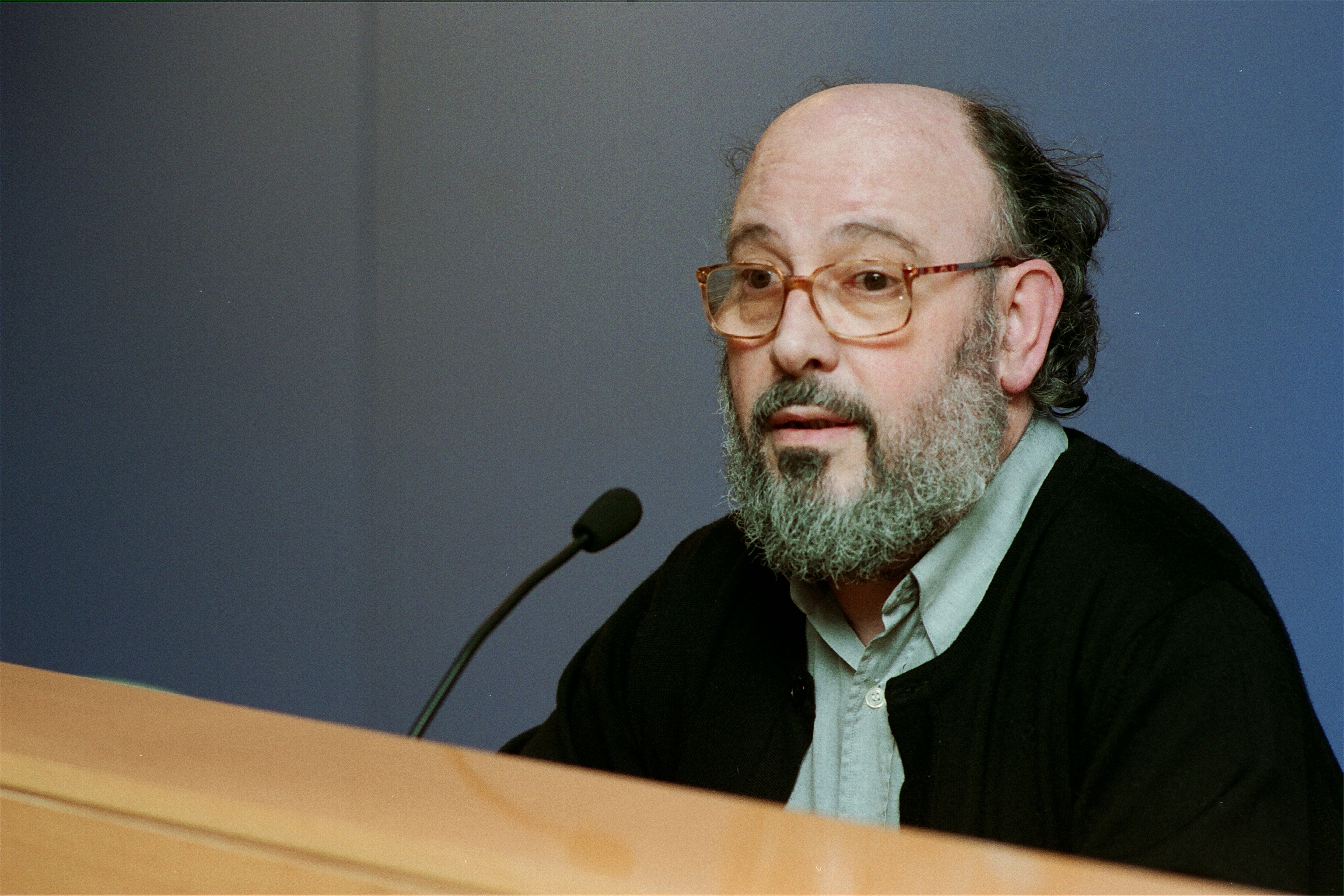
Jesús Moncada
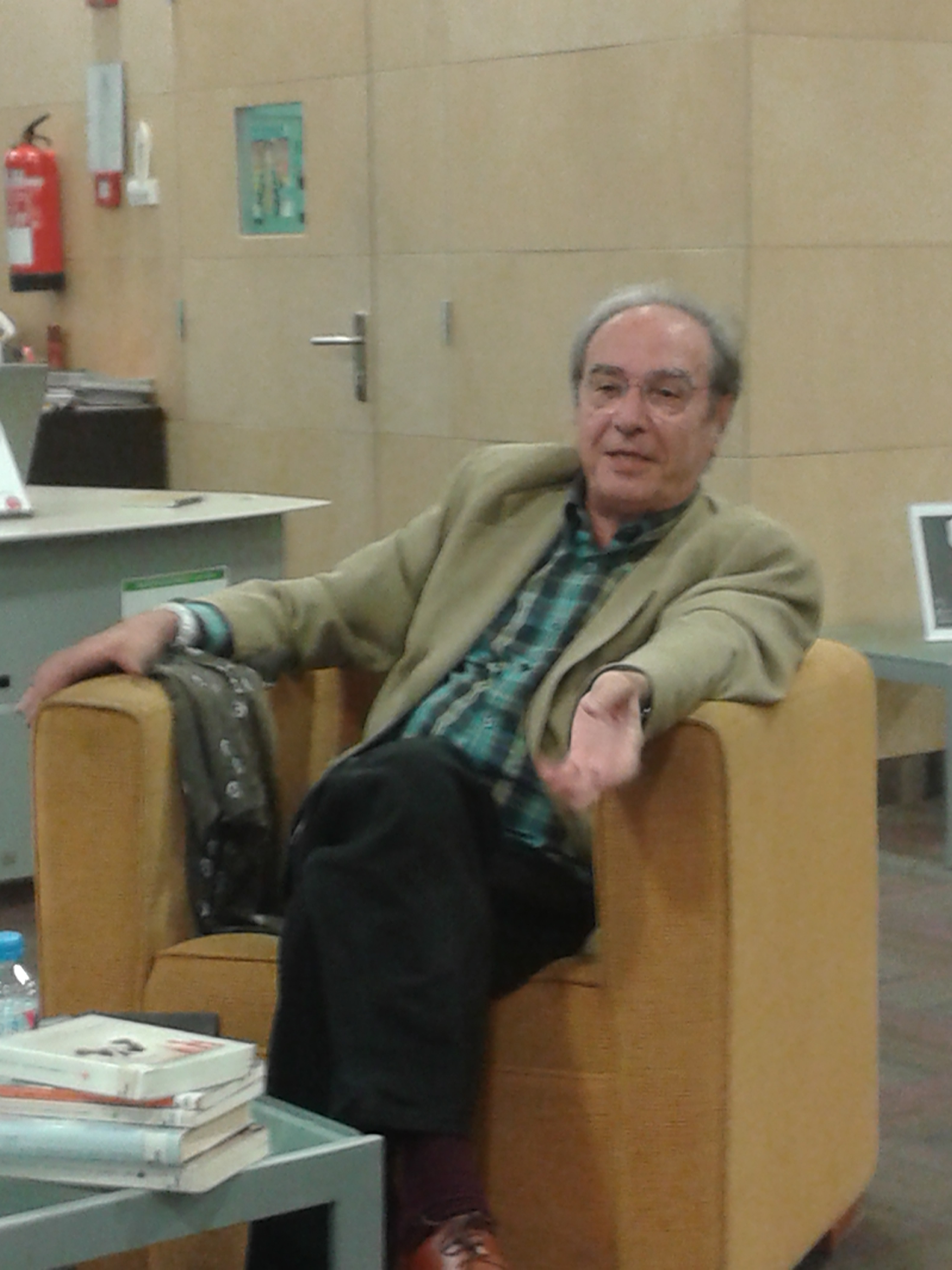
Julià de Jòdar i Muñoz
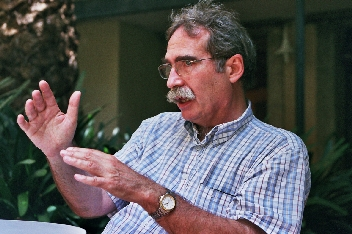
Jaume Cabré
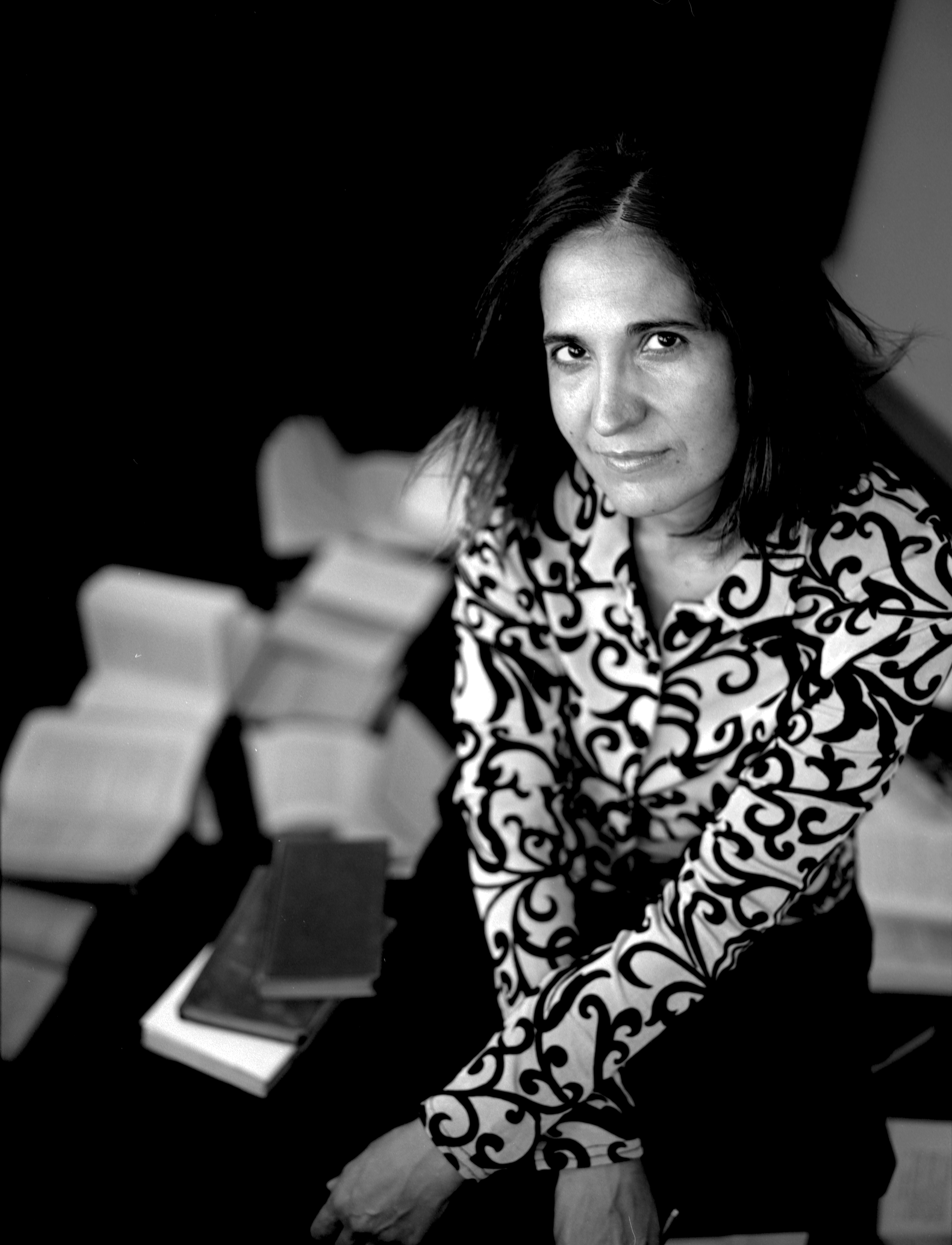
Núria Perpinyà
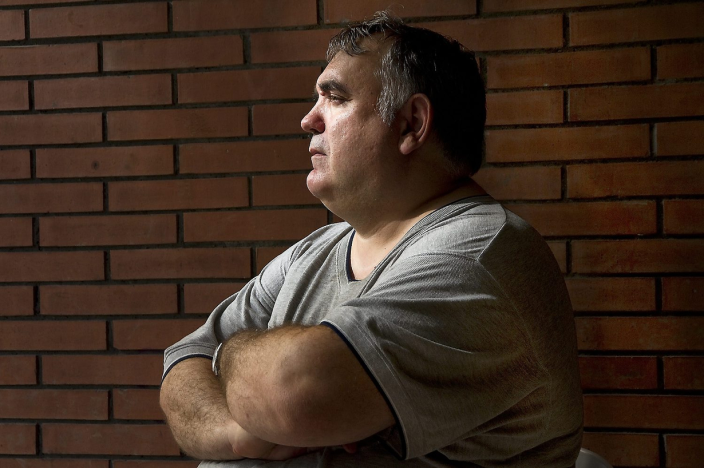
Joan-Daniel Bezsonoff
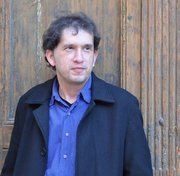
Joan-Lluís Lluís
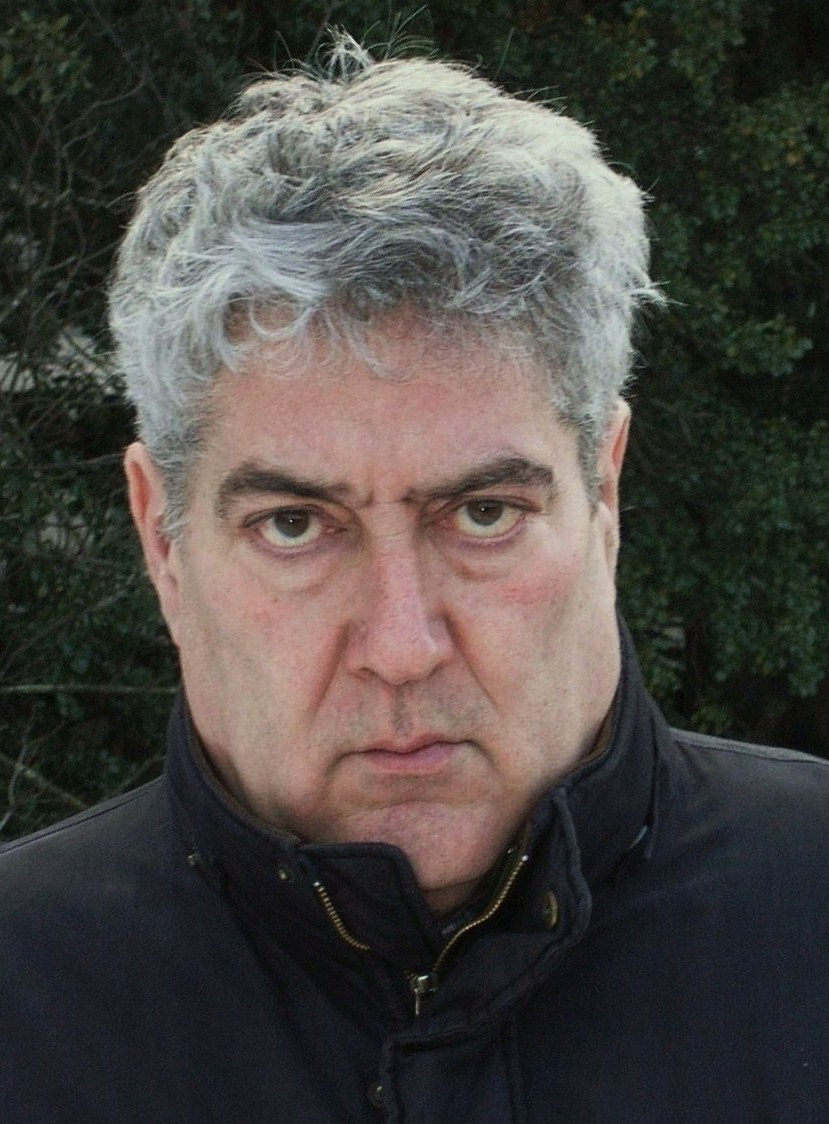
Quim Monzó

## Œuvres notables
- Œuvres littéraires en catalan par genre (ca)
- Serment de Radulf Oriol (en catalan : Jurament de Radulf Oriol) (1028/1047)
- Griefs de Guitart Isarn, seigneur de Caboet (en catalan : Greuges de Guitard Isarn, senyor de Caboet) (1085/1095)
- Llibre Jutge (1150/1190)
- Homélies d'Organyà (1100/1200)
- Les Quatre Grandes Chroniques
- Anonyme, Le Livre d'amour des femmes juives (vers 1270)
- Arnaud de Villeneuve : Le Livre des Vins (1322-1328), selon une attribution de l'ouvrage à Arnaud, très ancienne, contestée, probablement erronée (cf. Liber de vinis), pour un texte écrit en latin
- Raymond Lulle : La Dispute des cinq sages (1294) - Le Livre des mille proverbes - Le Livre de l'intention (1282)...
- Anonyme, Le Livre de cuisine de Sent Soví (1324), réceptaire de la cuisine médiévale
- Anonyme, Jacob Xalabín, roman (vers 1400) inspiré de la vie de Yakub Çelebi (1359-1389)
- Jafouda Bonsenyor : Paroles de sagesse d'un juif catalan (voir Éditions de la Merci)
- Francesc Eiximenis : Contes et fables - Le Chrétien - L'art de manger, boire et servir à table - Le Gouvernement de la République (vers 1400)
- Vincent Ferrier (saint) : Sermons (vers 1400)
- Anselme Tourmède/Abdallah at-Tarjuman al-Mayurqui : Pourquoi j'ai embrassé l'islam (1420)
- Isabelle de Villena (sœur) : Femmes dans la vie du Christ (1430)
- Curial et Guelfe (1432-1468)
- Estefania de Requesens : Lettres intimes à ma mère, la comtesse de Palamós (vers 1540)
- Gramatica y apología de la llengua cathalana (1810-1815)

## Institutions
- Archives nationales de Catalogne, Archives de la Couronne d'Aragon
- Bibliothèque de Catalogne
- Patrimoine digital de Catalogne (ca)
- Œuvres littéraires de langue catalane
- Prix littéraires de langue catalane
  - Prix de littérature catalane de Catalogne
  - Prix de la critique narrative de Catalogne (ca) (depuis 1978)
  - Prix de la critique de poésie catalane (ca) (depuis 1978)
- Revues littéraires en catalan (ca)